# Гьошо Пачаваров
Гьошо Пачаваров или Гьоше Пачаврата е български революционер, деец на Вътрешната македоно-одринска революционна организация.

## Биография
Гьошо Пачаваров е роден в град Щип, тогава в Османската империя. Присъединява се към ВМОРО и от февруари 1902 година е войвода в Щипско. Умира в сражение с турски аскер при Горно или Долно Трогерци през 1902 или 1903 година.